# Fernando Camargo

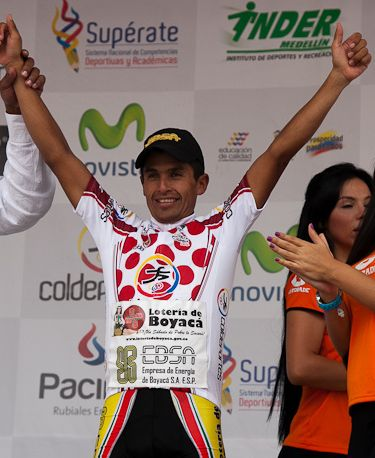
Fernando Camargo

Luis Fernando Camargo (* 17. Dezember 1977 in Paipa) ist ein kolumbianischer Straßenradrennfahrer.
Luis Fernando Camargo gewann 2005 in Palestina die zehnte Etappe der Vuelta a Colombia. Zwei Jahre später war er wieder auf einem Teilstück der Vuelta a Colombia erfolgreich. In der Saison 2008 gewann Camargo eine Etappe beim Clásico RCN und die Vuelta a Boyacá. Außerdem gewann er in San Pablo de Tiquina ein Teilstück bei der Vuelta a Bolivia und konnte so auch die Gesamtwertung für sich entscheiden.

## Erfolge
2005
- eine Etappe Vuelta a Colombia

2007
- eine Etappe Vuelta a Colombia

2008
- eine Etappe und Gesamtwertung Vuelta a Bolivia

2009
- eine Etappe und Gesamtwertung Vuelta al Ecuador

2012
- zwei Etappen Vuelta a Colombia

2014
- eine Etappe Vuelta a Colombia

## Teams
- 2012 Lotería de Boyacá
- 2013 EBSA-Indeportes Boyacá
- 2014 Boyacá se atreve-LC Boyacá